# Сопликов, Иван Иванович
Иван Иванович Сопликов (1873, с. Бояновичи, Калужская губерния — после 1929) — русский политик, монархист.

## Биография
Родился в 1873 году в селе Бояновичи Жиздринского уезда Калужской губернии (в настоящее время Хвастовичский район Калужской области), из крестьян, православный. Окончил сельскую школу. С 1898 по 1907 гг. Подбужский волостной старшина. 6 февраля на съезде уполномоченных в городе Калуге избран депутатом Государственной думы от Калужской губернии. В думе входил в Группу беспартийных депутатов, член Аграрной комиссии, крайне правый, монархист, член Союза русского народа. С начала работы думы активно выступал за её роспуск. Организовал посещение группой депутатов-думцев 28 (15) апреля 1907 императора Николая Второго в Царском Селе и зачитал приветственный адрес, также обратился к императору с просьбой прекратить работу думы. После роспуска думы до 1917 года — член Жиздринского уездного правления. В 1917 агент по закупке и погрузке продовольствия Калужской губернской продовольственной комиссии.
С 1921 по 1926 гг. председатель Бояновичского сельсовета. В ноябре 1929 года арестован и 3 декабря того же года приговорён Судебной Коллегией ОГПУ СССР к пяти годам заключения в концентрационном лагере. Для отбытия наказания был направлен в распоряжение органов ОГПУ Северного края. Дальнейшая судьба неизвестна. Реабилитирован постановление прокурора Калужской области.